# فورت راکر (آلاباما)
فورت راکر (به انگلیسی: Fort Rucker) شهرکی در شهرستان دیل ایالت آلاباما است که مساحت آن ۲۸٫۲۳ کیلومترمربع است و در سرشماری سال ۲۰۱۰ میلادی، ۴٬۶۳۶ نفر جمعیت داشته و تراکم جمعیتی آن، ۱۶۴٫۲۲ در کیلومترمربع بوده است.